# Fundação Telefônica Vivo
A Fundação Telefônica Vivo é uma fundação empresarial, qualificada como Organização da Sociedade Civil de Interesse Público (OSCIP), que constitui o braço social da Telefônica Brasil S.A. (Vivo), uma das maiores empresas de telecomunicações do país. Criada em março de 1999, a fundação atua há mais de 25 anos com o objetivo de promover a transformação social por meio da inovação e da tecnologia aplicadas à educação.
Seu propósito, “Educar para transformar. Digitalizar para aproximar”, está diretamente alinhado à missão corporativa de sua mantenedora, “Digitalizar para Aproximar”, posicionando a fundação como um pilar central na estratégia de ESG (Ambiental, Social e Governança) da Vivo. Com foco na qualificação da educação pública brasileira, a fundação desenvolve projetos que visam o desenvolvimento de competências digitais em educadores e estudantes, buscando reduzir desigualdades e preparar jovens para o futuro. Sua atuação tem alcance nacional, com presença em 86% dos municípios brasileiros. Em 2023, seus projetos e ações de voluntariado impactaram 3,7 milhões de pessoas, e em 2024, os números reportados indicam o impacto em 2 milhões de pessoas, a formação de 72 mil professores e o benefício a 1,6 milhão de estudantes.
A profunda sinergia entre o propósito da fundação e a estratégia de negócios da Vivo demonstra uma abordagem contemporânea e integrada de responsabilidade social corporativa. A missão social não opera de forma isolada, mas sim como uma extensão do núcleo de identidade da empresa. Ao adotar a linguagem da digitalização, a fundação reforça a marca Vivo como uma força de inclusão e desenvolvimento, transformando o investimento social em um ativo estratégico que gera valor compartilhado, tanto para a sociedade, ao fomentar a literacia digital, quanto para a empresa, ao construir capital social, fortalecer a confiança das partes interessadas e cultivar um ecossistema de futuros clientes e profissionais digitalmente fluentes.

## História
A trajetória da Fundação Telefônica Vivo está intrinsecamente ligada às transformações do setor de telecomunicações no Brasil e à evolução do conceito de responsabilidade social corporativa no país. Sua história pode ser dividida em fases distintas, que refletem uma maturação estratégica, passando de um foco em direitos sociais amplos para uma especialização em educação digital alinhada ao negócio da sua mantenedora.

### Origens no Contexto da Privatização (1998–2003)
A história da fundação começa no rastro da privatização do Sistema Telebrás. Em 1998, a Telefónica, da Espanha, adquiriu a Telesp (Telecomunicações de São Paulo), uma das principais companhias do sistema estatal, dando origem à Telefônica Brasil. Menos de um ano depois, em março de 1999, foi criada a Fundação Telefônica. A rápida criação da fundação após a entrada da empresa no mercado brasileiro pode ser entendida como um movimento estratégico para estabelecer uma “licença social para operar”, demonstrando compromisso com o desenvolvimento do país em um período de grandes mudanças econômicas e sociais.
Nesta fase inicial, a atuação da fundação era focada em temas sociais amplos, com ênfase na garantia dos direitos de crianças e adolescentes. A iniciativa mais emblemática deste período foi o Programa Promenino, lançado em 2003 em parceria com o Centro de Empreendedorismo Social e Administração em Terceiro Setor (CEATS/FIA). O programa tinha como missão explícita contribuir para a erradicação do trabalho infantil no Brasil, um tema de grande apelo social e relevância para a época.

### Consolidação e Foco Social (2004–2011)
Durante este período, a fundação consolidou seus programas sociais e expandiu sua estrutura de engajamento. O Programa Promenino tornou-se o pilar central de sua atuação, ganhando notoriedade nacional por meio de parcerias estratégicas com organizações de peso, como o Fundo das Nações Unidas para a Infância (UNICEF) e a Organização Internacional do Trabalho (OIT). A campanha "É da Nossa Conta!”, lançada em colaboração com esses parceiros, mobilizou a sociedade em torno do debate sobre o trabalho infantil, utilizando os meios de comunicação para dar visibilidade à causa.
Em 2005, a fundação estruturou seu programa de voluntariado corporativo, criando um canal formal para o engajamento dos colaboradores da Telefônica em ações sociais. Este movimento marcou o início de uma cultura de participação que se tornaria uma das marcas da fundação nos anos seguintes.
Um marco decisivo ocorreu em 2011, com a fusão entre a Telefônica e a Vivo. Com a aquisição do controle total da Vivo, a Fundação Telefônica incorporou as ações sociais que antes eram conduzidas pelo Instituto Vivo, ampliando seu escopo de atuação e se consolidando como o único e principal braço social da nova companhia integrada. Essa fusão preparou o terreno para uma reorientação estratégica que ocorreria nos anos seguintes.

### A Virada para a Educação Digital (2012–2020)
A partir de 2012, alinhada às tendências globais e às competências centrais de sua empresa mantenedora, a fundação iniciou uma virada estratégica, afunilando seu foco para a intersecção entre educação e tecnologia. Esta decisão representou um amadurecimento de sua visão de impacto social, movendo-se de uma agenda social ampla para uma atuação mais especializada e sinérgica com o negócio de telecomunicações.
O principal marco desta fase foi o lançamento da plataforma Escolas Conectadas em 2015. O projeto, que oferece cursos de formação continuada online e gratuitos para professores de todo o Brasil, rapidamente se tornou a principal iniciativa da fundação. Seu sucesso foi validado por importantes reconhecimentos internacionais, como o Prêmio UNESCO-Hamdan Bin Rashid Al-Maktoum em 2020, que a destacou como uma das três melhores práticas globais para o aprimoramento de professores, e o World Summit Awards (WSA) em 2021.
Em 2016, o Programa Promenino foi concluído. Embora seu acervo digital continue sendo uma referência, o encerramento do projeto marcou o fim de um ciclo e a consolidação definitiva da educação digital como o eixo central e prioritário da fundação.

### Liderança em ESG e Celebração de 25 Anos (2021–Presente)
Na fase mais recente, a Fundação Telefônica Vivo consolidou-se como um componente indispensável da estratégia de ESG da Vivo, representando o pilar "Social” da agenda. Sua atuação passou a ser explicitamente comunicada como uma contribuição para a construção de uma sociedade mais justa e conectada, em linha com os Objetivos de Desenvolvimento Sustentável (ODS) da ONU.
Em 2024, a fundação celebrou 25 anos de atuação no Brasil. A data foi comemorada com eventos que discutiram temas de vanguarda, como o futuro da educação na era da Inteligência Artificial, e com a divulgação de números expressivos de investimento e impacto. Foi anunciado que, na última década (aproximadamente de 2014 a 2024), a fundação investiu R$ 733 milhões em seus projetos, capacitando mais de 400 mil professores em todo o país.
A evolução histórica da Fundação Telefônica Vivo serve como um estudo de caso sobre a maturação da responsabilidade social corporativa no Brasil. Ela transitou de um modelo inicial focado em filantropia e na obtenção de legitimidade social (a “licença para operar” pós-privatização) para uma abordagem de investimento social estratégico, onde as iniciativas estão profundamente alinhadas com as competências e os objetivos de longo prazo do negócio. Hoje, a fundação opera como um ativo estratégico, antecipando tendências sociais (como a necessidade de letramento em IA) e gerando valor tanto para a sociedade quanto para a empresa.

## Estrutura e Governança
A arquitetura de governança da Fundação Telefônica Vivo é projetada para garantir um alinhamento estratégico rigoroso com sua mantenedora, a Telefônica Brasil S.A. (Vivo), ao mesmo tempo em que cumpre os requisitos legais e de transparência de uma organização do terceiro setor.

### Natureza Jurídica e Mantenedores
A fundação é uma entidade de direito privado sem fins lucrativos. Possui a qualificação de Organização da Sociedade Civil de Interesse Público (OSCIP), concedida pelo Ministério da Justiça do Brasil. Este status legal exige um alto padrão de transparência na prestação de contas e é sujeito a renovação periódica, atestando a regularidade de suas operações e o cumprimento de suas finalidades sociais.
Sua principal mantenedora financeira e institucional é a Telefônica Brasil S.A. (Vivo). Além do suporte local, a fundação opera em alinhamento com as diretrizes da Fundação Telefónica Global, sediada na Espanha, e da Fundação ProFuturo, uma iniciativa global de educação em parceria com a Fundação Bancária “la Caixa”. Essa estrutura de duplo reporte, local e global, assegura que suas ações no Brasil estejam em sintonia com a estratégia internacional do Grupo Telefónica.

### Órgãos de Governança
A governança da fundação é exercida por dois órgãos principais:
- Conselho Curador: É o órgão máximo de deliberação. Sua estrutura revela a profunda integração com a empresa mantenedora. A presidência do Conselho Curador é ocupada estatutariamente pelo CEO da Telefônica Brasil S.A., atualmente Christian Mauad Gebara.[19] Esta ligação direta no mais alto nível garante que a direção estratégica da fundação esteja em perfeita sintonia com os objetivos corporativos da Vivo. O conselho é responsável por aprovar as diretrizes gerais, os planos de atuação e alterações estatutárias, supervisionando a gestão e o cumprimento da missão da entidade.[15]
- Diretoria Executiva: É o órgão responsável pela gestão administrativa e pela execução dos projetos. A atual Diretora-Presidente é Lia Carolina Ortiz de Barros Glaz.[20] Anteriormente, o cargo foi ocupado por um longo período por Americo Teixeira Mattar, que liderou a fundação durante sua grande virada estratégica para a educação digital. A diretoria também conta com outros executivos, como o Diretor Financeiro e o Diretor de Projetos, que conduzem o dia a dia da organização.

### Estrutura Organizacional e Alinhamento Corporativo
A posição da fundação dentro da estrutura corporativa da Vivo evoluiu ao longo do tempo, refletindo sua crescente importância estratégica. Historicamente, a fundação estava vinculada à Vice-Presidência de Assuntos Corporativos.
Em uma importante reestruturação corporativa anunciada para 2025, a fundação foi reposicionada. Ela passou a integrar a recém-criada Vice-Presidência de Comunicação e Sustentabilidade, liderada pela executiva Marina Daineze Keresztes. Essa mudança não foi meramente administrativa; ela sinaliza uma evolução na percepção do valor da fundação. Ao ser movida de uma área "institucional" para uma vice-presidência que une "Comunicação" e "Sustentabilidade", a empresa indica que as atividades da fundação são agora consideradas um componente central da narrativa pública da Vivo, de sua gestão de marca e de seus compromissos de sustentabilidade. Os projetos da fundação deixam de ser vistos apenas como ações de filantropia para se tornarem provas concretas e comunicáveis do propósito da empresa, utilizadas em relatórios para investidores, campanhas de marketing e no diálogo com a sociedade.

## Áreas de Atuação
As atividades da Fundação Telefônica Vivo são concentradas em áreas interconectadas que, juntas, formam um ecossistema coerente e alinhado à sua missão de digitalização e transformação social. As principais áreas de atuação, conforme divulgado pela própria instituição e por parceiros, são:
- Educação e Inclusão Digital: Este é o pilar central e prioritário da fundação. O objetivo é "digitalizar a educação pública" , atuando diretamente no desenvolvimento de competências digitais de professores e estudantes dos ensinos fundamental e médio. A atuação vai além do simples fornecimento de tecnologia, focando na adoção qualificada e crítica das ferramentas digitais para inovar as práticas pedagógicas e potencializar a aprendizagem.[24]
- Formação de Jovens para o Trabalho: Como uma extensão natural de seu foco em educação, a fundação desenvolve iniciativas para preparar os jovens para as demandas do mercado de trabalho do século XXI, com ênfase nas carreiras tecnológicas. Projetos como o Pense Grande Tech[25] buscam conectar a formação escolar com o mundo profissional, oferecendo itinerários formativos em áreas como Ciência de Dados e Inteligência Artificial.[26]
- Voluntariado Corporativo: A fundação gerencia um dos maiores programas de voluntariado empresarial do Brasil. O programa mobiliza milhares de colaboradores da Vivo e seus familiares para participarem de ações de impacto social, como reformas de escolas, doações, mentorias e atividades pedagógicas. O "Dia dos Voluntários", um evento anual de grande mobilização, é a principal vitrine desta área de atuação.[27]
- Inovação Social e Alianças: A fundação atua como um agente articulador no ecossistema de impacto social, participando ativamente de movimentos e coalizões que discutem e influenciam políticas públicas para a educação. Ao formar alianças com outras fundações, institutos, governo e organizações do terceiro setor, como na Coalizão Tec Educação,[28] a fundação busca escalar seu impacto e contribuir para mudanças sistêmicas no setor educacional brasileiro.

Essas áreas de atuação não são silos independentes, mas componentes de um sistema integrado que gera um ciclo virtuoso. Ao promover o letramento digital nas escolas (Educação), a fundação ajuda a formar uma juventude mais preparada para a economia digital (Formação para o Trabalho), que é precisamente o mercado em que sua mantenedora, a Vivo, atua. Esse ciclo é fortalecido pelo engajamento direto dos colaboradores (Voluntariado) e amplificado em escala nacional por meio de parcerias estratégicas (Alianças). Trata-se de um modelo onde cada pilar de atuação reforça os demais, gerando benefícios duradouros para a sociedade e, ao mesmo tempo, alinhando-se aos interesses de longo prazo da empresa.

## Projetos e Iniciativas Principais
Ao longo de mais de duas décadas, a Fundação Telefônica Vivo desenvolveu um portfólio de projetos de alto impacto, que evoluíram para refletir sua mudança de foco estratégico. Abaixo estão detalhadas as iniciativas mais significativas, tanto as atuais quanto as históricas:
| Projeto/Iniciativa       | Período       | Público-Alvo                                                      | Objetivos e Metodologia | Impacto e Resultados Notáveis |
| ------------------------ | ------------- | ----------------------------------------------------------------- | --- | --- |
| Escolas Conectadas       | 2015–Presente | Professores e gestores da educação básica                         | Oferecer formação continuada gratuita (online e presencial) para o desenvolvimento de competências digitais, uso de metodologias inovadoras e cultura digital, promovendo a aplicação prática em sala de aula.                        | Vencedor do prêmio UNESCO-Hamdan (2020) e do World Summit Awards (2021). Em 2023, formou 67 mil educadores em 86% dos municípios brasileiros, consolidando-se como uma das maiores plataformas de formação docente do país.  |
| Pense Grande Tech        | Ativo         | Jovens do Ensino Médio                                            | Oferecer formação técnica e profissional em áreas de alta demanda (Ciência de Dados, IA), combinada com o desenvolvimento de empreendedorismo e competências socioemocionais. O programa é alinhado à estrutura do Novo Ensino Médio. | Criado para atender a uma demanda identificada em pesquisa, na qual 43% dos estudantes da rede pública demonstraram interesse em formação técnica em Ciência de Dados, preparando-os para as profissões do futuro.           |
| Programa de Voluntariado | 2005–Presente | Comunidades escolares, instituições sociais                       | Engajar colaboradores da Vivo e seus familiares em ações de impacto social (reformas de escolas, doações, mentorias). O "Dia dos Voluntários" é o evento anual de maior mobilização da empresa.                                       | Vencedor do Prêmio Viva Voluntário (2018). Em 2025, o Dia dos Voluntários mobilizou aproximadamente 10.000 voluntários, beneficiando mais de 44.000 pessoas em 51 instituições de 34 cidades.                                |
| ProFuturo (Aula Digital) | Ativo         | Estudantes e professores de escolas públicas em áreas vulneráveis | Iniciativa global (com a Fundação "la Caixa") para reduzir o hiato educacional por meio de uma plataforma de ensino digital com tablets e conteúdo interativo, como o "Matemática ProFuturo", que torna o aprendizado mais dinâmico.  | Em seus primeiros 5 anos no Brasil, o projeto formou, em média, 5 mil professores e beneficiou 165,5 mil estudantes anualmente, demonstrando um modelo escalável de intervenção tecnológica em contextos de vulnerabilidade. |
| Promenino (Histórico)    | 2003–2016     | Crianças, adolescentes, sociedade em geral                        | Contribuir para a erradicação do trabalho infantil e garantir os direitos da criança e do adolescente por meio de produção de conteúdo, mobilização social e parcerias estratégicas com UNICEF e OIT.                                 | Lançou a campanha de grande visibilidade "É da Nossa Conta!". Foi uma iniciativa pioneira e de referência no combate ao trabalho infantil no Brasil. Seu acervo digital permanece como fonte de consulta sobre o tema.       |

## Reconhecimentos e Prêmios
O trabalho da Fundação Telefônica Vivo, especialmente após sua reorientação estratégica para a educação digital, tem sido amplamente reconhecido por instituições nacionais e internacionais. É importante distinguir os prêmios concedidos diretamente à fundação por seu impacto social daqueles recebidos por sua empresa mantenedora, a Vivo, por serviços comerciais ou desempenho corporativo geral.

### Prêmios para a Fundação Telefônica Vivo
- Prêmio UNESCO-Hamdan Bin Rashid Al-Maktoum (2020): O projeto Escolas Conectadas foi um dos três vencedores globais deste prêmio da UNESCO, um dos mais prestigiosos no campo da educação, que reconhece iniciativas excepcionais que contribuem para a melhoria da qualidade do ensino e da eficácia dos professores em todo o mundo.[11]

- World Summit Awards (WSA) (2021): A plataforma Escolas Conectadas venceu a etapa brasileira do WSA na categoria "Aprendizagem e Educação". O WSA é uma iniciativa global no âmbito da Cúpula Mundial da ONU sobre a Sociedade da Informação, que premia conteúdos digitais que contribuem para o alcance dos Objetivos de Desenvolvimento Sustentável.[12]
- Prêmio Viva Voluntário (2018): O Programa de Voluntariado da fundação foi o vencedor na categoria "Voluntariado Empresarial". O prêmio foi uma iniciativa da Casa Civil da Presidência da República em parceria com o Programa das Nações Unidas para o Desenvolvimento (PNUD), reconhecendo as melhores práticas de voluntariado no Brasil.[9]
- Prêmio Aplaude (2024): O programa de voluntariado foi novamente reconhecido, sendo finalista na categoria "Programa Voluntariado do Ano". O prêmio é organizado pelo Conselho Brasileiro de Voluntariado Empresarial (CBVE) para destacar ações transformadoras de voluntariado corporativo.[30]
- Global Mobile Awards (2013): A fundação foi reconhecida neste importante evento da indústria de telecomunicações, em um ano que marcou diversas conquistas para a instituição.[31]

O padrão de premiações recebidas pela fundação revela o sucesso de sua decisão estratégica de focar em educação digital. Enquanto o programa de voluntariado, ativo desde 2005, recebe importantes reconhecimentos no cenário nacional, foram as iniciativas de educação digital, como o Escolas Conectadas, que renderam à fundação prêmios de alcance global e de alto prestígio nos setores de educação e tecnologia. Essa validação externa por órgãos como a UNESCO não apenas atesta a qualidade e o impacto dos projetos, mas também confere à fundação uma credibilidade que pode ser alavancada em diálogos com o poder público e outros parceiros, reforçando sua imagem como líder em inovação educacional.

### Prêmios para a Vivo (Empresa Mantenedora) em ESG
- Prêmio 'Guardiões pelo Clima' (2023): A Vivo, mantenedora da fundação, recebeu este prêmio inédito do Pacto Global da ONU no Brasil durante a COP 28. O reconhecimento foi por sua "Estratégia de Baixo Carbono". Embora seja um prêmio para a empresa, ele ilustra o forte compromisso com a agenda ESG que permeia toda a organização, incluindo as atividades de sua fundação.[32]